# Al-Hurra
Al-Hurra (arabisch الحرّة, englisch: Alhurra geschrieben; übersetzt „Die Freie“) ist ein im US-Bundesstaat Virginia ansässiger arabischsprachiger Fernsehsender, der mit Nachrichten und Programmen zu aktuellen Vorgängen laut Eigendarstellung Werte wie etwa die Redefreiheit zu vermitteln versucht. Der Fernsehsender produziert ebenfalls Ableger für Europa und den Irak. 

## Betreiber
Der Sender wird vom US-Kongress finanziert und untersteht dem Broadcasting Board of Governors (BBG), das für den Betrieb aller nicht-militärischen Auslandssendungen der USA verantwortlich ist.

## Publikum
Im Nahen Osten erreicht der Sender nach eigenen Angaben über Satellit etwa 25 % der Bevölkerung. Programmveranstalter ist das Middle East Television Network (MTN). Das Programm ist werbefrei und wird nach eigener Aussage vollständig von US-Behörden finanziert. Die Glaubwürdigkeit und Popularität des Fernsehsenders wird jedoch von Kritikern angezweifelt.